# Žaneta Jaunzeme-Grende
Žaneta Jaunzeme-Grende (Riga, 10 de març de 1964) és una política i empresària letona. És membre del partit Aliança Nacional, i va ser el Ministre de Cultura de Letònia al govern de coalició de centre-dreta -actual- entre la Unitat, la Unió de Verds i Agricultors (ZZS) i l'Aliança Nacional (AN). Va estudiar a la facultat d'Econòmiques de la Universitat de Letònia i va tindre el càrrec de Presidenta de la Cambra de Comerç de Letònia entre els anys 2008 i 2011.